# Académie de la Palette
Pour les articles homonymes, voir Palette.
L’Académie de la Palette (dite aussi Académie La Palette, La Palette) est une école d'art privée française fondée à Paris, vraisemblablement au début des années 1900 et disparue en 1914.

## Histoire du lieu

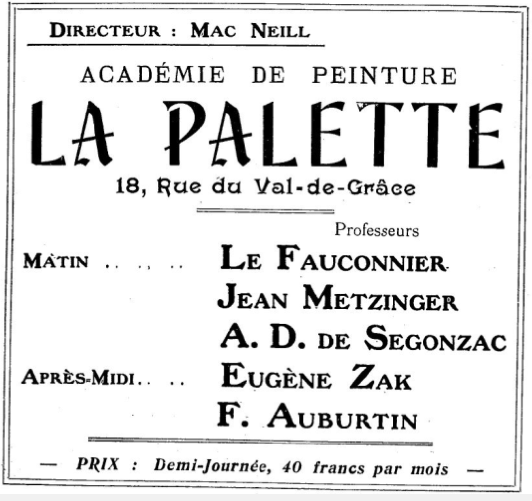
Publicité parue dans La Revue de France et des pays français en mars 1912 : un certain Mac Neill est mentionné comme directeur.

Dans l'état actuel des connaissances, il semble désormais certain qu'on puisse relier La Palette à l'école d'art ouverte par Fernand Cormon à l’automne 1883 au 104, boulevard de Clichy à quelques mètres du Moulin-Rouge. Baptisée ensuite « Atelier Cormon », cette école fut sans doute un endroit des plus libéral, où se croisèrent des personnalités aussi différentes que Henri de Toulouse-Lautrec, Adolphe Willette ou Paul Gauguin. Ce lieu cesse de s'appeler ainsi vers 1902-1903 car, entre-temps, il est devenu l'Académie Humbert, du nom de Ferdinand Humbert qui, s'associant à Henri Gervex, reprit les locaux pour y enseigner. Il n'est pas clairement établi pourquoi le 104, boulevard de Clichy prend progressivement le nom d'« académie de La Palette » : on peut supposer soit qu'une partie des élèves du 104 migra vers le sud de Paris, du côté du quartier du Montparnasse, comme ce fut par exemple le cas des élèves qui suivirent Eugène Carrière lorsqu'il ouvrit, rue de Rennes, son propre lieu en 1890, soit qu'à un moment donné, le 104 abrita un groupe d'artistes enseignants s'étant associés sous ce nom de La Palette.
En février 2015, une polémique a lieu à propos d'une photographie supposée représenter la promotion 1887-1888 d'élèves inscrits à l'académie Julian : or, affirme Jérôme Delatour, conservateur à la bibliothèque de l'INHA, « nous connaissions cette image. Nous l'avons déjà publiée, mais en soutenant qu'il s'agit de l'atelier Cormon, future académie de la Palette, pris par le principal photographe d'ateliers de l'époque, Edmond Bénard. De fait, une légende manuscrite l'indique et l'écriture de Bénard est caractéristique ».
La Revue belge indique qu'après 1893 l'ancien atelier Cormon abrite une première petite académie surnommée « La Palette », qui est ouverte au 109 par un groupe d'artistes amis : on trouve Henry Bidou, Jacques-Émile Blanche (qui fut chef d'atelier), Charles Cottet, Lucien Simon, Georges Desvallières, René Prinet, Maxime Dethomas, Edmond Aman-Jean, Pierre Laprade, dont certains exercèrent comme correcteurs,.
Cette première académie La Palette déménage de façon certaine rive gauche le 31 décembre 1906, au moment où est fondé « La Palette, cercle d'étude générale de la peinture », au 18, rue du Val-de-Grâce, proche du quartier du Montparnasse.
En février 1912, Henri Le Fauconnier succède à Blanche en tant que chef d'atelier ; Jean Metzinger et André Dunoyer de Segonzac y dispensent un enseignement. On note la présence sensible d'étudiants étrangers dont des femmes d'origine russe.

## Quelques élèves
- Boris Anrep
- Lawrence Atkinson
- Jean-Louis Boussingault
- Georges Braque, en 1902
- Emily Carr
- Marc Chagall
- Serge Charchoune
- Roger Chastel, en 1914
- Yvonne Chastel, en 1902
- Joseph Csaky
- Sonia Delaunay
- Jessica Dismorr
- Bernard Dorival
- André Dunoyer de Segonzac
- Elisabeth Epstein
- Jean Fautrier
- Henri Hayden
- Wilhelm Gimmi
- Édouard Goerg
- Duncan Grant
- Marcel Gromaire
- Roger de La Fresnaye
- Henry Lamb
- Marie Laurencin, en 1902
- Aristarkh Lentulov
- Georges Lepape, en 1902
- Gustave Miklos
- Luc-Albert Moreau
- Vera Moukhina
- Vera Nilsson (sv)
- Amédée Ozenfant
- Amédée de La Patellière
- Francis Picabia, en 1902
- Lioubov Popova
- Santiago Rusiñol
- Varvara Stepanova
- Nadezhda Udaltsova
- Marie Vassilieff
- William Zorach

## Articles liés
- Bande noire (peinture)